# Свиридёнок, Анатолий Иванович
Анатолий Иванович Свиридёнок (бел. Анатоль Іванавіч Свірыдзёнак; 7 июля 1936, Орша — 3 апреля 2023) — советский и белорусский учёный в области материаловедения и трибологии, доктор технических наук (1976), профессор (1981), академик АН БССР / НАН Беларуси (1986, член-корреспондент с 1984).

## Биография
Родился 7 июля 1936 года в Орше.
Окончил механический факультет Белорусского института инженеров железнодорожного транспорта (1959). Работал в Отделе механики полимеров (с 1969 года Институт механики металлополимерных систем) АН БССР, с 1967 года — заведующий лабораторией, с 1969 года — заместитель директора по научной работе, в 1979—1982 годах — и. о. директора, с 1982 года — директор.
В 1990—2006 годах — директор, с 2006 года — заведующий лабораторией Научно-исследовательского центра проблем ресурсосбережения НАН Беларуси.
В 1987—1992 годах — член Президиума Академии.
С 1991 года — главный редактор журнала «Трение и износ».
Лауреат Государственной премии БССР 1972 года — за разработку теоретических основ создания фрикционных материалов и конструкций из полимеров и металлополимеров и внедрение их в народное хозяйство.
Награждён орденом «Знак Почёта» (1981), медалями. Почётный профессор Гродненского государственного университета (2009).
Скончался 3 апреля 2023 года.

## Научные труды
Автор более 200 научных работ, в том числе 16 монографий, более 100 изобретений в области материаловедения полимерных композитов, трения и изнашивания твёрдых тел. Монографии «Трение и износ материалов на основе полимеров», «Акустические и электрические методы в триботехнике» и «Электрические явления при трении полимеров» переведены на английский язык и изданы в Великобритании и США.
- Белый В. А., Свириденок А. И., Щербаков С. В. Зубчатые передачи из пластмасс. — Минск: Наука и техника, 1965.
- Трение полимеров. — М.: Наука, 1972.
- Friction and wear in polymer-based materials. — Oxford; New York: Pergamon Press, 1982.
- Акустические и электрические методы в триботехнике. — Минск: Наука и техника, 1987.
- Материаловедение и конструкционные материалы. — Минск: Высшая школа, 1989.
- Свириденок А. И., Чижик С. А., Петроковец М. И. Механика дискретного фрикционного контакта. — М.: Навука i тэхнiка, 1990.
- Sviridenok A. I., Klimovich A. F., Kestelman V. N. Electrophysical Phenomena in the Tribology of Polymers. — Amsterdam: Gordon and Breach Science Publ., 1999.

## Память
- 5 июня 2025 года на здании Института механики металлополимерных систем имени В. А. Белого НАН Беларуси в Гомеле открыта мемориальная доска в честь доктора технических наук, профессора, академика НАН Беларуси Анатолия Ивановича Свириденка (1936-2023) – известного ученого в области материаловедения полимерных композитов, трения и изнашивания твердых тел, биомеханики и ресурсосбережения[6]. Автор проекта – Член Белорусского союза художников Павел Лук.